# 18193 Hollilydrury
18193 Hollilydrury (2000 QT93) là một tiểu hành tinh vành đai chính được phát hiện ngày 26 tháng 8 năm 2000 bởi Nhóm nghiên cứu tiểu hành tinh gần Trái Đất phòng thí nghiệm Lincoln ở Socorro.